# Honoré-Armand de Villars

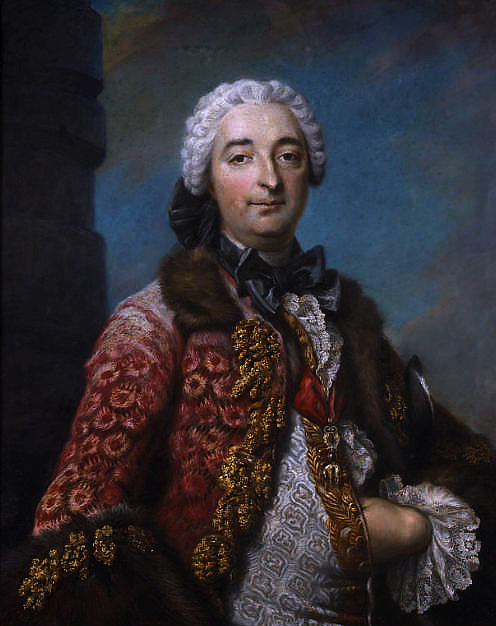
Honoré-Armand de Villars, Pastell von Maurice Quentin de La Tour, um 1745, Musée Granet, Aix-en-Provence

Honoré-Armand de Villars (* 4. Oktober 1702 in Paris; † 27. April 1770 im Château des Aygalades in Marseille) war von 1734 bis 1770 Duc de Villars, Pair de France, Prince de Martigues, Grande von Spanien, Ritter des Ordens vom Goldenen Vlies (Nr. 701 im spanischen Zweig, ab 1736), Vicomte de Melun, Comte de Rochemiley, Marquis de la Melle, sowie Gouverneur-général des pays et comté de Provence und Mitglied der Académie française (Fauteuil 18), alles als Erbe bzw. Nachfolger seines Vaters.

## Leben
Honore-Armand de Villars ist der Sohn von Claude-Louis-Hector de Villars, Marschall von Frankreich, und Jeanne Angélique Rocque, sowie der Enkel von Pierre de Villars. Er trug am Hof aufgrund seiner Homosexualität den Beinamen „l’ami de l’homme“. Er heiratete 1721 Amable Gabrielle de Noailles, Tochter von Adrien-Maurice de Noailles, 3. Herzog von Noailles und Marschall von Frankreich, und Françoise Charlotte d’Aubigné. Das Paar bekam eine Tochter, Amable-Angélique de Villars, * 18. März 1723, deren tatsächlicher Vater Jean Philippe François d’Orléans war, der legitimierte außereheliche Sohn des Regenten Philippe II. de Bourbon, duc d’Orléans. Sie wurde 1744 mit Guy-Félix Pignatelli de Bisaccia d’Egmont de Gavre de Braine (1720–1753) verheiratet, dem ältesten Sohn von Procope Pignatelli und Neffen von Casimir Pignatelli d’Egmont, Herzog von Bisaccia; die Ehe blieb kinderlos. Als Witwe zog sie sich in ein Kloster zurück, sie starb am 16. September 1771.
Er war Mestre de camp eines Kavallerieregiments und Brigadier der königlichen Armee. 1733 kämpfte er in Italien unter dem Kommando seines Vaters. Er war es, der die Nachricht von der Eroberung des Castello Sforzesco in Mailand dem König überbrachte.
Er war Mitglied der Académie française, in der er seinem Vater am 16. August 1734 auf dem Fauteuil 18 folgte. Ebenfalls als Nachfolger seines Vaters war er ab 1734 Gouverneur der Provence und der Festung La Tour de Bouc.

## Das Leben in der Provence
Er residierte in der Provence, war Förderer der Académie de Marseille, ließ sich aber nur selten in der Académie française sehen. Er war mit Voltaire, d’Alembert und Duclos befreundet.
Als Gouverneur kaufte er 1750 ein Hôtel particulier auf dem heutigen Cours Mirabeau in Aix-en-Provence, das 1710 von Lois d’Esmivy de Moissac, Conseiller an der Cour des Comptes, gebaut worden war. Das Hôtel war auf einem prestigeträchtigen Grundstück errichtet worden, das 1664 als Hôtel du gouvernement geplant worden war. Louis I. de Bourbon, duc de Vendôme, der damals Gouverneur war und das Grundstück zur Verfügung gestellt hatte, hatte am Ende die Abgeschiedenheit des Faubourg des Cordeliers bevorzugt, wo er seinen berühmten Pavillon de Vendôme errichten ließ.
Die Fassade wurde 1757 von Georges Vallon für den Herzog von Villars fertiggestellt: die vier Säulen die den monumentalen Eingang einrahmen, sind mit denen des Hôtel de Ville und der Universität die einzigen, die bei öffentlichen Bauten errichtet wurden – Kennzeichen und Privileg des Gouverneurs. Die Treppe mit dem schönen Geländer wurde mit Villars Wappen geschmückt (1980 gestohlen). Das Gebäude wir seitdem Hôtel de Villars genannt.
Honoré-Armand de Villars hielt sich nur wenig in Aix auf. Er wurde von der Bevölkerung und den Notabeln schlecht aufgenommen, wobei diese Ausgrenzung nicht auf seinen Sitten beruht, die seinerzeit als banal angesehen wurden, sondern auf der Tatsache, dass er den König repräsentierte und auf keines der damit verbundenen bürgerlichen Privilegien verzichtete. Diese „königliche“ Attitüde stieß in einer Provinz, die recht spät zu Frankreich kam, auf Ablehnung. Honoré-Armand de Villars residierte am häufigsten in Marseille.

## Die letzten Jahre
Nach seinem Testament vom 27. Juni 1765 vermachte Honoré-Armand de Villars, 2. Herzog von Villars, Pair de France, Gouverneur der Provence, der Stadt Aix eine große Summe, die für Schaffung mehrerer Einrichtungen bestimmt war: eine öffentliche Bibliothek, ein Jardin des plantes, ein Antiquitäten- und Medaillenkabinett, sowie eine Zeichenschule, die heutige École de dessin d’Aix-en-Provence. Diese Schule wurde unverzüglich in der Chapelle des Dames eingerichtet, einer Dependance des Collège de Bourbon.
Er bestimmte auch, dass die Statue seines Vaters, die vom Bildhauer Nicolas Coustou geschaffen wurde, im Saal der ersten öffentlichen Bibliothek aufgestellt werden solle. Nach der Revolution im Beneditinerkonvent eingeschlossen, geriet die Statue in Vergessenheit, bis sie 1812 ihren Platz oben an der großen Treppe des Hôtel de Ville fand.
Da seine Tochter als einziges Kind rasch Witwe wurde und sich im September 1771 ohne Nachkommen in ein Kloster zurückzog, blieb Honoré-Armand de Villars ohne weitere Nachkommen.

## Sexualität
Er erhielt seinen Beinamen „l’ami de l’homme“ aufgrund seiner Sitten, da seine Homosexualität öffentlich bekannt war. Louis Petit de Bachaumont (1700–1771) schreibt in seinen Mémoires secrets zum 5. Mai 1770 „dass er wegen eines Lasters beschuldigt wurde, das er bei Hofe eingeführt habe und das ihm einen weit verbreiteten Ruf einbrachte, wie man in „La Pucelle“ sehen kann.“ Tatsächlich hatte Voltaire in der ersten Ausgabe von „La Pucelle d’Orléans“ seinen Namen dem des Marquis de Thibouville beigegeben, der des gleichen Lasters bezichtigt wird:
„Tels on a vu Thibouville et Villars, / Imitateurs du premier des Césars, / Tout enflammés du feu qui les possède, / Tête baissée attendre un Nicomède; / Et seconder, par de fréquents écarts, / Les vaillants coups de leurs laquais picards.“
„So wurden gesehen, Thibouville und Villars, / Nachahmer des ersten der Cäsaren, / Ganz entflammt vom Feuer, das sie beherrscht; / Kopf gesenkt, warten auf einen Nikomedes; / Und unterstützen durch häufige Abweichungen, / die tapferen Schläge ihrer pikardischen Lakaien.“
Casanova erzählt in Geschichte meines Lebens: „Die Persönlichkeit des Herzogs von Villars zog meine ganze Aufmerksamkeit auf sich. Als ich seine Haltung und sein Gesicht musterte, glaubte ich, eine als Mann verkleidete siebzigjährige, hagere, eingefallene und müde Frau zu sehen, die in ihrer Jugend schön gewesen sein mochte. Er hatte kupferrote, mit Rouge bedeckte Wangen, karminrote Lippen, schwarzgetuschte Wimpern, Zähne, die ebenso falsch waren wie die mit viel Ambrapomade an den Kopf geklebten Haare, und im obersten Knopfloch ein Bukett, das ihm bis ans Kinn reichte. Er gab sich in allen Gesten sehr huldvoll und sprach so leise, dass man kaum verstehen konnte, was er sagte. Im Übrigen war er sehr höflich, umgänglich und geziert, ganz im Stil der Zeit der Régence. Man erzählte mir, er haben in seiner Jugend die Frauen geliebt, begnüge sich aber jetzt im Alter damit, die Frau von drei oder vier hübschen Lustknaben zu werden, die er sich zu Diensten hielt und die abwechselnd die Ehre genossen, mit ihm zu schlafen. Der Herzog war Gouverneur der Provence. Er hatte den ganzen Rücken voll brandiger Schwären, und nach den Gesetzen der Natur hätte er schon vor zehn Jahren daran sterben müssen; aber Tronchin erhielt ihn am Leben, indem er durch seine Diät die wunden Stellen ernährte, die ohne diese Ernährung abgestorben wären, und der Herzog mit ihnen. Das nennt man künstlich am Leben bleiben.“